# Arius africanus
Arius africanus är en fiskart som beskrevs av Günther, 1867. Arius africanus ingår i släktet Arius och familjen Ariidae. Inga underarter finns listade i Catalogue of Life.